# Kerta
Kerta là một thị trấn thuộc hạt Veszprém, Hungary. Thị trấn này có diện tích 15,46 km², dân số năm 2010 là 609 người, mật độ 39 người/km².